# 安勅内親王
安勅内親王（あてないしんのう）は、桓武天皇の第13皇女。母は宮人の従四位下・藤原河子（神祇伯・藤原大継娘）。

## 生涯
母・藤原河子は藤原京家の出身で、同母兄弟に仲野親王、大井内親王、紀内親王、善原内親王がいる。弘仁8年（817年）2月10日、後宮に奉献し、四品に叙品される。嘉祥2年（849年）に出家し、品位を返還した。文徳天皇（嵯峨天皇の孫）の治世下の斉衡2年（855年）9月17日に薨去。
『性霊集』巻四「為酒人内公主遺言一首」（桓武天皇妃酒人内親王の遺言状）には、酒人内親王が式部卿、大蔵卿、安勅内親王の3親王を養子にし、死後の事を託した旨が書かれている。この遺言状には弘仁14年（823年）1月20日の日付があるため、安勅内親王と酒人内親王はこれより前から交流を深めていたのだろう。